# Plymouth Superbird
La Plymouth Superbird è un'autovettura sportiva progettata prevalentemente per la NASCAR, prodotta dalla casa automobilistica statunitense Plymouth nel 1970. Si tratta di una versione modificata della Plymouth Road Runner. È stata una delle prime auto americane ad essere stata progettata grazie agli studi sull'aerodinamica utilizzando la galleria del vento.

## Sviluppo

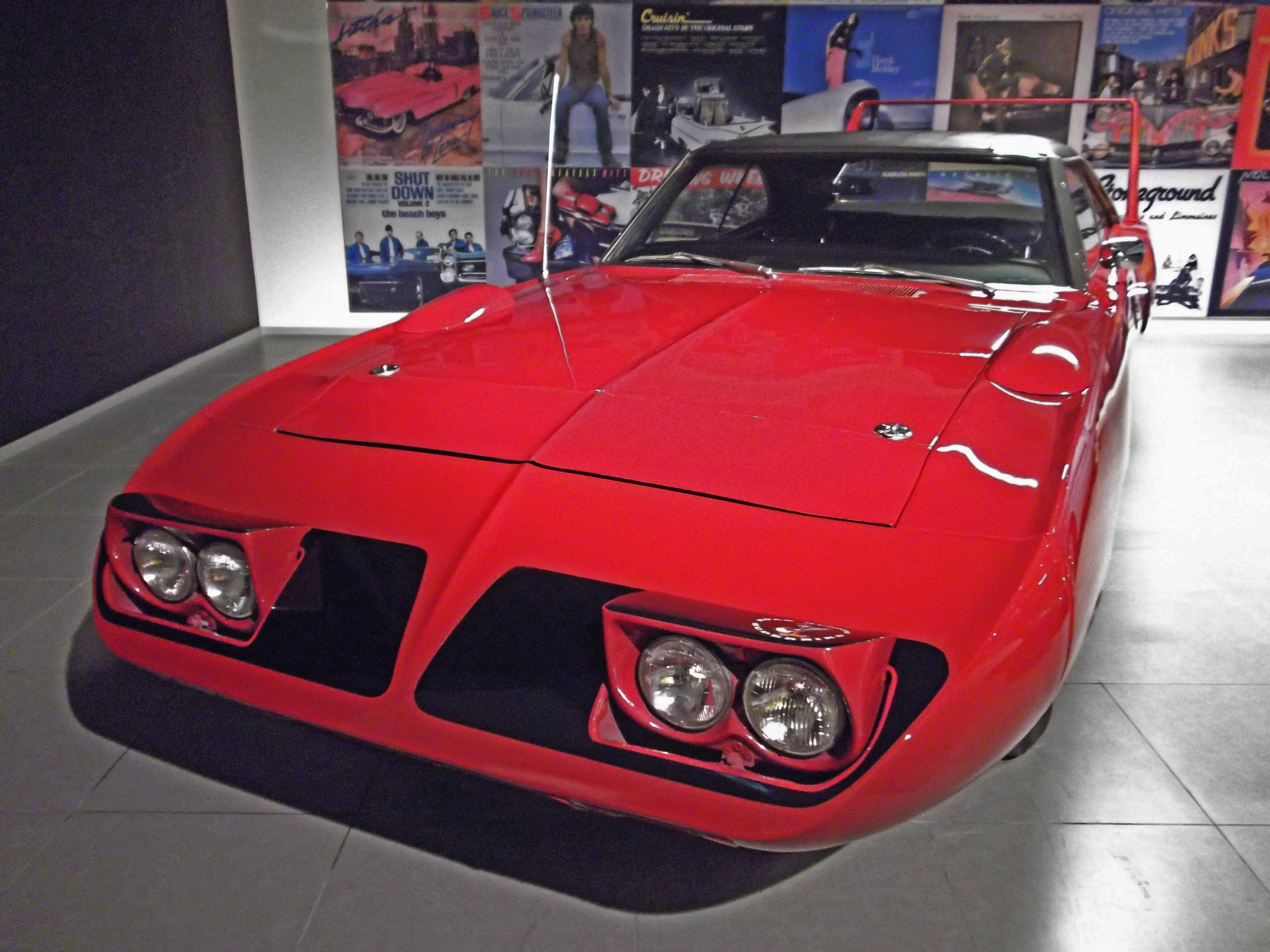
Dettaglio anteriore di una Superbird con i fari a scomparsa aperti

Una delle principali modifiche introdotte fu la carrozzeria aerodinamica della vettura. Con il suo frontale a cono, dotato di fari a scomparsa, venne resa più lunga di 48 cm (19 in) rispetto alla vettura di serie. Furono aggiunte anche delle prese d'aria nella parte posteriore dei parafanghi anteriori in modo da migliorare la circolazione dell'aria nello spazio tra le ruote e i passaruota. Sul bagagliaio venne realizzata, per migliorare la deportanza, un'ala che fu montata su supporti piuttosto alti in modo da farla agire in una zona d'aria poco disturbata. Sembra che l'altezza dei supporti fosse dovuta anche alla necessità di permetterne l'apertura senza che il portello del bagagliaio toccasse la parte inferiore dell'ala stessa. Questa necessità era dovuta alle regole di omologazione dell'epoca della Nascar. Si poteva partecipare solo se la vettura fosse stata realmente disponibile presso la normale rete di vendita e fosse stata prodotta in un sufficiente numero di esemplari. Per il 1970 era richiesta la produzione di due esemplari per ogni concessionario della marca presente negli USA. Furono pertanto 1.920 le Superbird prodotte.

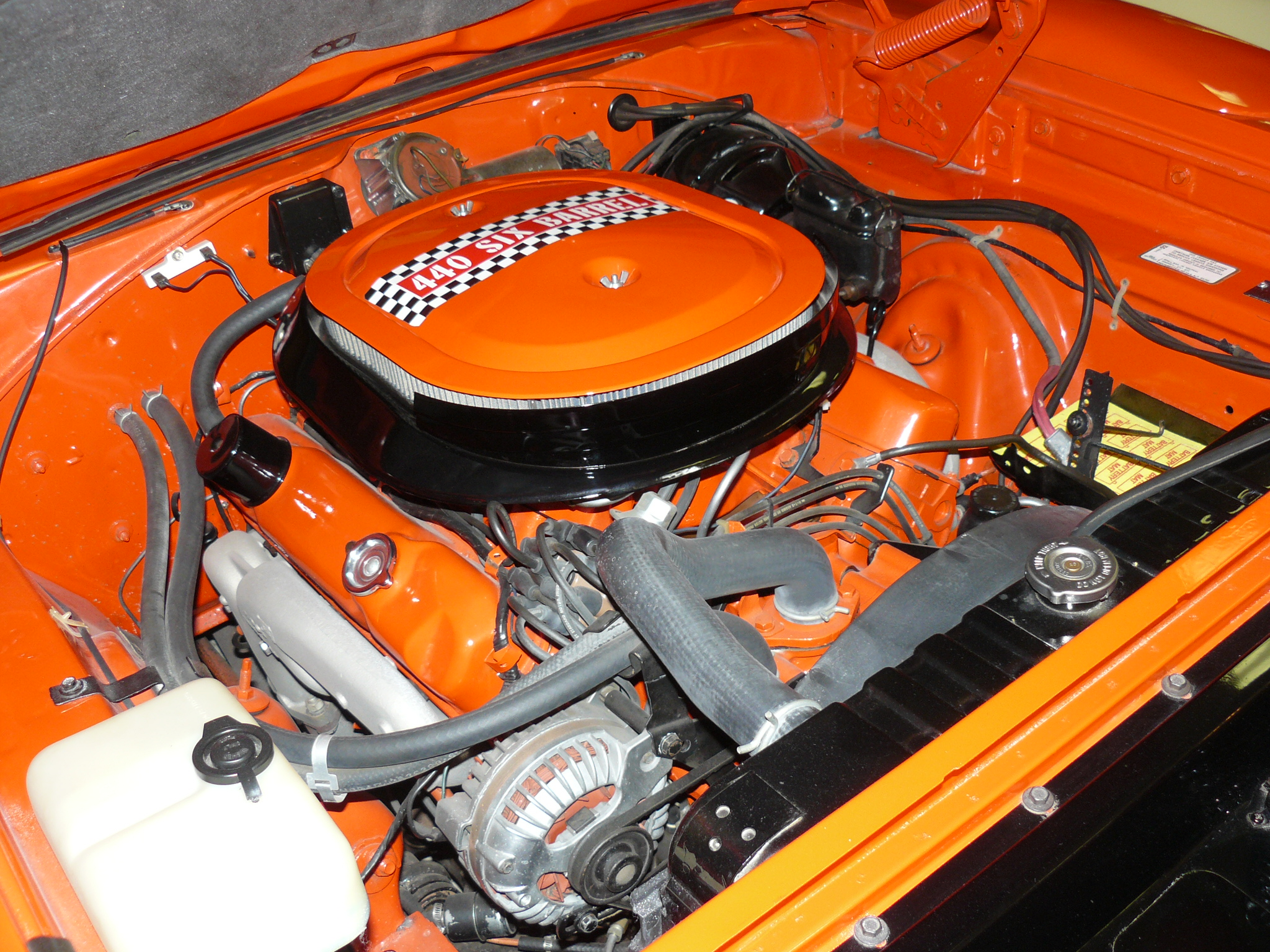
Dettaglio del motore Hemi di una Superbird

Per quanto riguarda l'estetica sulla parte esterna dei montanti dell'ala posteriore erano applicati degli adesivi riportanti la scritta Superbird e il personaggio di Road Runner con un casco sulla testa. Gli stessi adesivi, in versione ridotta, comparivano vicino alle luci porta del lato guidatore.
Le vetture utilizzate nelle competizioni montarono sempre e solo il motore Hemi 426 da 7,0 litri di cilindrata con architettura V8, mentre sulle vetture vendute presso la rete dei concessionari erano disponibili anche i motori 440 ci da 7,2 litri Supercommando dotato di un singolo carburatore a quattro corpi o il 440 ci da 7,2 litri Magnum che veniva alimentato da tre carburatori a doppio corpo. Alla fine solo 125 esemplari uscirono di fabbrica con l'Hemi. Sulle normali strade le appendici aerodinamiche della vettura producevano una notevole impressione anche se in realtà la loro efficienza era quasi nulla in quanto pensate per essere efficienti solo a velocità molto superiori alle normali andature autostradali. Nella realtà la Road Runner modello 1970 di serie si dimostrò più veloce, seppure di poco, della Superbird sul quarto di miglio (circa 400 m). I rapporti tra le due vetture cambiavano quando venivano raggiunte velocità superiori alle 90 miglia orarie (145 km/h) con la Superbird che passava a condurre.

## Nascar

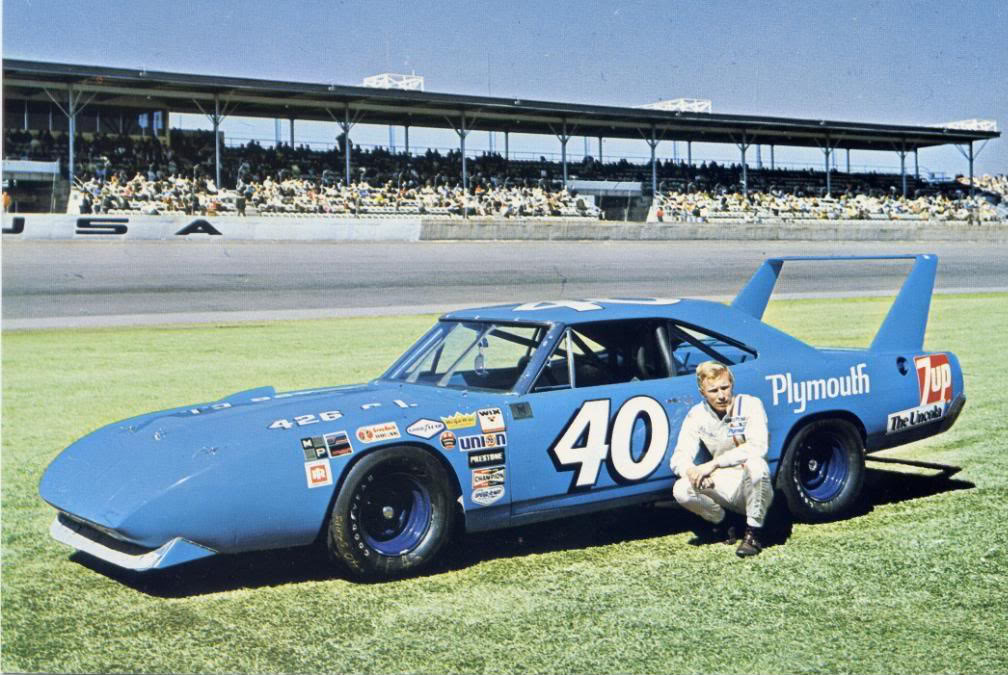
Pete Hamilton con la sua Plymouth Superbird del 1970

La stagione 1970 vide il ritorno di Richard Petty alla Plymouth dopo che per un anno aveva corso con i colori della Ford. La Superbird si aggiudicò otto gare e ottenne molti piazzamenti.
Nel 1971 le regole della Nascar cambiarono e per le vetture dotate di appendici aerodinamiche la cilindrata fu limitata a 5,0 litri (305 ci) oppure, a parità di cilindrata, dovevano avere un peso superiore a quello delle concorrenti. Con le nuove norme le vetture come la Superbird persero gran parte della loro competitività e sebbene venisse studiata una versione 1971 della vettura, basandola sulla nuova Sebring, ma questa non venne mai impiegata nelle competizioni.

## Vendite

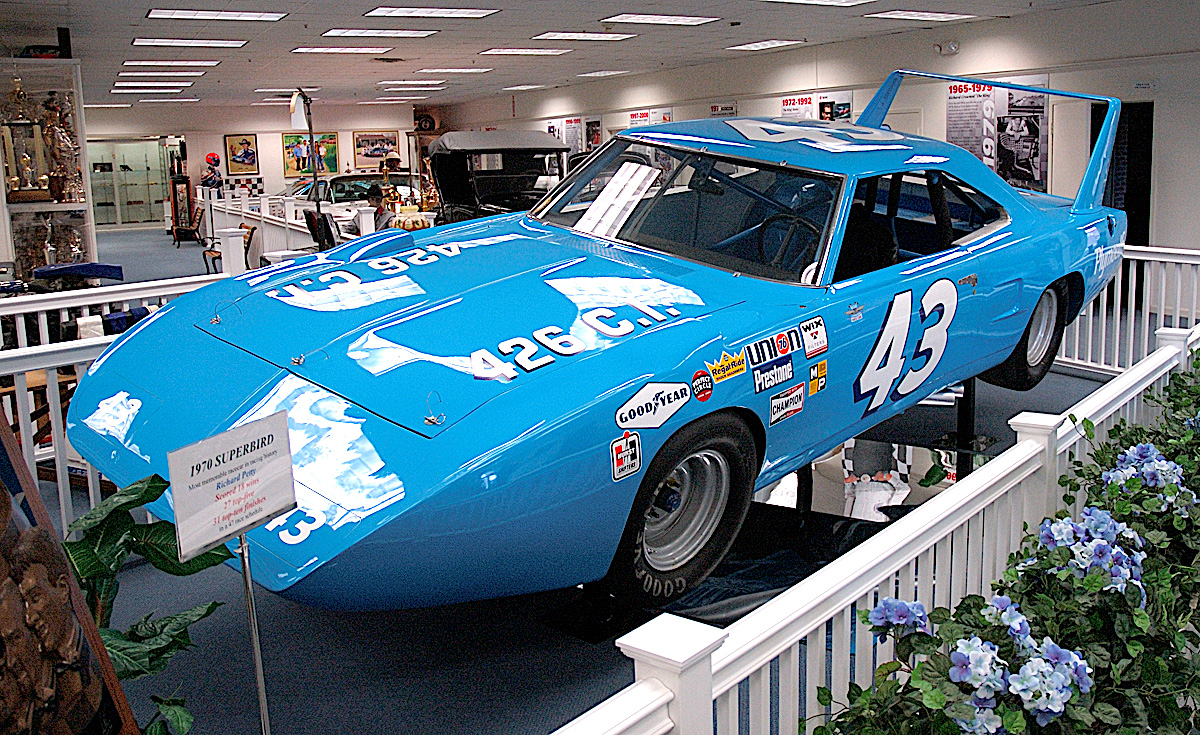
Vettura di Richard Petty

L'aspetto della Superbird si dimostrò un estremo per i gusti dell'epoca e molti acquirenti finirono per preferire il modello di serie della Road Runner. Molti esemplari rimasero invenduti fino al 1972. Alcuni furono riportati allo standard Road Runner model year 1970 per facilitarne la vendita. In anni recenti la Superbird ha visto crescere il suo interesse presso i collezionisti e, la vettura originale, ha raggiunto quotazioni molto elevate, che si aggirano attualmente tra gli 80.000 e i 300.000 dollari.
Vengono prodotti anche dei kit estetici, da parte di ditte specializzate, che permettono di riprodurre la Superbird partendo dalle Road Runner prodotte nel periodo che va dal 1970 al 1972.

## Scheda tecnica
Motore 426 HEMI
8 cilindri a V
431 CV a 4.500 rpm
4 marce
ciclo otto (benzina)